# World Athletics Indoor Tour 2024
El World Athletics Indoor Tour 2024 es la novena edición del World Athletics Indoor Tour, la serie anual de reuniones de atletismo en pista cubierta de mayor rango a nivel mundial.
El Tour vuelve a tener en su edición de 2024 el mismo número de encuentro que tuvo en la octava edición de 2023, con un total de 54 encuentros repartidos entre Europa, América del Norte y Asia. 7 de los encuentros supondrán el mayor rango, «oro»; 16 encuentros serán «plata»; 14 «bronce»; y además se contará con 17 encuentros calificados como «challenger» (en inglés: aspirante, una categoría semi-profesional) a imitación del World Athletics Continental Tour.
Los derechos televisivos de la competición los obtuvo a nivel mundial Infront Sports & Media como parte de un acuerdo con duración hasta el final de la edición de 2029.
Las disciplinas oficiales del nivel oro en la edición de 2024 serán:
Masculina60 metros, 800 metros, 3000/5000 metros, triple salto, lanzamiento de peso y salto con pértiga
Femenina400 metros, 1500 metros, 60 metros vallas, salto de longitud y salto de altura.
La edición de 2024 del Tour fue anunciada oficialmente el 27 de octubre de 2023. La competición dará comienzo en Pamplona el 29 de diciembre de 2023 con el Navarra Indoor Athletics de la categoría Challenger que se celebrará en el Navarra Arena y terminará en Ruan el 24 de febrero de 2024 con el Perche Elite Tour Rouen de la categoría Plata que se celebrará en Kindarena.

## Encuentros
| Fecha                                   | Encuentro                                              | Estadio, Ciudad                                           | País            | Resultados |
| --------------------------------------- | ------------------------------------------------------ | --------------------------------------------------------- | --------------- | ---------- |
| Encuentros de categoría Oro (7)         |                                                        |                                                           |                 |            |
| 27 de enero de 2024                     | Astana Indoor Meet for Amin Tuyakov Prizes             | Complejo «Qazaqstan», Astaná                              | Kazajistán      |            |
| 30 de enero de 2024                     | Czech Indoor Gala                                      | Ostravar Aréna, Ostrava                                   | República Checa |            |
| 4 de febrero de 2024                    | New Balance Indoor Grand Prix                          | The TRACK at New Balance, Boston                          | Estados Unidos  |            |
| 6 de febrero de 2024                    | ORLEN Copernicus Cup                                   | Arena Toruń, Toruń                                        | Polonia         |            |
| 10 de febrero de 2024                   | Meeting Hauts-de-France Pas-de-Calais "Trophée EDF"    | Arena stade couvert de Liévin, Liévin                     | Francia         |            |
| 11 de febrero de 2024                   | Millrose Games                                         | Madison Square Garden, Nueva York                         | Estados Unidos  |            |
| 23 de febrero de 2024                   | Villa de Madrid Indoor Meeting                         | Centro Deportivo Municipal Gallur, Madrid                 | España          |            |
| Encuentros de categoría Plata (16)      |                                                        |                                                           |                 |            |
| 26 de enero de 2024                     | Fly Piraeus                                            | Estadio de la Paz y la Amistad, El Pireo                  | Grecia          |            |
| 28 de enero de 2024                     | Meeting de L'Eure                                      | Stade Jesse Owens, Val-de-Reuil                           | Francia         |            |
| 2 de febrero de 2024                    | Elite Indoor Track Miramas Meeting                     | Stadium Miramas Métropole, Miramas                        | Francia         |            |
| 3 de febrero de 2024                    | Metz Moselle Athlélor                                  | Anneau de Metz, Metz                                      | Francia         |            |
| 4 de febrero de 2024                    | ISTAF Indoor Düsseldorf                                | PSD Bank Dome, Düsseldorf                                 | Alemania        |            |
| 6 de febrero de 2024                    | Mondo Classic                                          | IFU Arena, Upsala                                         | Suecia          |            |
| 7 de febrero de 2024                    | Beskydská laťka                                        | Werk Arena, Třinec                                        | República Checa |            |
| 7 de febrero de 2024                    | Mondeville Meeting                                     | Estadio Michel d'Ornano, Mondeville (Caen)                | Francia         |            |
| 9 de febrero de 2024                    | Meeting Indoor de Lyon                                 | Pabellón de atletismo Stéphane-Diagana, Lyon              | Francia         |            |
| 10 de febrero de 2024                   | Hustopečské skákání                                    | Pabellón deportivo, Hustopeče                             | República Checa |            |
| 11 de febrero de 2024                   | Meeting Indoor de Paris                                | Accor Arena, París                                        | Francia         |            |
| 13 de febrero de 2024                   | Banskobystrická latka                                  | Pabellón deportivo Štiavničky, Banská Bystrica            | Eslovaquia      |            |
| 13 de febrero de 2024                   | Belgrade Indoor Meeting                                | Štark Arena, Belgrado                                     | Serbia          |            |
| 20 de febrero de 2024                   | Hvězdy v Nehvizdech                                    | Pabellón deportivo Nehvizdy, Nehvizdy                     | República Checa |            |
| 23 de febrero de 2024                   | ISTAF Indoor                                           | Mercedes-Benz Arena, Berlín                               | Alemania        |            |
| 24 de febrero de 2024                   | Perche Elite Tour Rouen                                | Kindarena, Ruan                                           | Francia         |            |
| Encuentros de categoría Bronce (14)     |                                                        |                                                           |                 |            |
| 20 de enero de 2024                     | Jablonec Indoor                                        | Stadion Střelnice, Jablonec nad Nisou                     | República Checa |            |
| 20 de enero de 2024                     | Sparkassen Indoor Meeting Dortmund                     | Helmut-Körnig-Halle, Dortmund                             | Alemania        |            |
| 21 de enero de 2024                     | CMCM Indoor Meeting                                    | D'Coque, Luxemburgo                                       | Luxemburgo      |            |
| 23 de enero de 2024                     | Aarhus SPRINT’n’JUMP                                   | Aarhus 1900 Atletik og Løb, Aarhus                        | Dinamarca       |            |
| 23 de enero de 2024                     | Tampere Indoor Meeting                                 | Centro de Exhibiciones y Deportes de Tampere, Tampere     | Finlandia       |            |
| 27 de enero de 2024                     | Dr. Sander Invitational                                | Nike Track & Field Center, Nueva York                     | Estados Unidos  |            |
| 27 de enero de 2024                     | Meeting Indoor Nantes Métropole                        | Estadio metropolitano Pierre-Quinon, Nantes               | Francia         |            |
| 27 de enero de 2024                     | Orlen Cup Łódź                                         | Atlas Arena, Lodz                                         | Polonia         |            |
| 30 de enero de 2024                     | Gothenburg Games                                       | Friidrottens Hus, Gotemburgo                              | Suecia          |            |
| 31 de enero de 2024                     | International Jump Meeting Cottbus                     | Palacio de los deportes Lausitz-Arena, Cottbus            | Alemania        |            |
| 2 de febrero de 2024                    | BKK Freundenberg High Jump Meeting                     | TSG-Halle, Weinheim                                       | Alemania        |            |
| 3 de febrero de 2024                    | Stockholm Indoor - Folksam Grand Prix                  | Sätrahallen, Estocolmo                                    | Suecia          |            |
| 3 de febrero de 2024                    | IFAM Gent Indoor                                       | Topsporthal Vlaanderen, Gante                             | Bélgica         |            |
| 20 de febrero de 2024                   | Memorial Josip Gasparac                                | Pabellón Gradski vrt, Osijek                              | Croacia         |            |
| Encuentros de categoría Challenger (17) |                                                        |                                                           |                 |            |
| 29 de diciembre de 2023                 | Navarra Indoor Athletics                               | Navarra Arena, Pamplona                                   | España          |            |
| 13 de enero de 2024                     | Univers Perche                                         | Centre Sportif du Dévoluy, Le Dévoluy                     | Francia         |            |
| 20 de enero de 2024                     | Kuldīgas Katrīnas kauss                                | Kuldīgas Sporta manēža, Kuldīga                           | Letonia         |            |
| 20 de enero de 2024                     | Starperche                                             | Palais des Sports, Burdeos                                | Francia         |            |
| 27 de enero de 2024                     | Inter Hallenmeeting                                    | Sportforum Chemnitz, Chemnitz                             | Alemania        |            |
| 27 de enero de 2024                     | Míting Internacional de Catalunya                      | Pista cubierta de atletismo de Cataluña, Sabadell         | España          |            |
| 27 de enero de 2024                     | Elán Miting                                            | Pabellón deportivo Elán, Bratislava                       | Eslovaquia      |            |
| 28 de enero de 2024                     | Nordhausen Kugelstoß-Indoor                            | Wiedigsburghalle, Nordhausen                              | Alemania        |            |
| 2 de febrero de 2024                    | Breningeer Hallenmeeting Erfurt Indoor                 | Hartwig-Gauder-Halle, Érfurt                              | Alemania        |            |
| 3 de febrero de 2024                    | Meeting 3 Sauts                                        | Pabellón Marie Collonvillé, Amiens                        | Francia         |            |
| 3 de febrero de 2024                    | Udin Jump Development                                  | Palacio de atletismo cubierto «Ovidio Bernes», Údine      | Italia          |            |
| 4 de febrero de 2024                    | Rochlitzer Sparkassen Kugelstoßmeeting                 | Gimnasio «Am Regenbogen» Drei-Felder-Sporthalle, Rochlitz | Alemania        |            |
| 7 de febrero de 2024                    | Filathlitikos Kallithea International High Jump Indoor | Estadio Municipal, Kallithea                              | Grecia          |            |
| 10 de febrero de 2024                   | International High Jump Gala Elmos                     | Sporthal De Lichten, Heist-op-den-Berg                    | Bélgica         |            |
| 11 de febrero de 2024                   | Nordenkampen                                           | Bærum idrettspark, Rud (Bærum)                            | Noruega         |            |
| 11 de febrero de 2024                   | Stabhochsprung Stars                                   | Sportanlage Kleine Allmend, Frauenfeld                    | Suiza           |            |
| 14 de febrero de 2024                   | Perche en Or                                           | Stab Velódrome, Roubaix                                   | Francia         |            |

## Estadísticas
Sedes por continente y categoría
| Categoría      | América | Europa | Asia | Total |
| -------------- | ------- | ------ | ---- | ----- |
| Cat. Oro       | 2       | 4      | 1    | 7     |
| Cat. Plata     | 0       | 16     | 0    | 16    |
| Cat. Bronce    | 1       | 13     | 0    | 14    |
| Cat.Challenger | 0       | 17     | 0    | 17    |
|                | 3       | 50     | 1    | 54    |

Sedes por categoría y país
| País            | Oro | Plata | Bronce | Challenger | N.º de sedes |
| --------------- | --- | ----- | ------ | ---------- | ------------ |
| Estados Unidos  | 2   | 0     | 1      | 0          | 3            |
| Francia         | 1   | 7     | 1      | 4          | 13           |
| República Checa | 1   | 3     | 1      | 0          | 5            |
| Polonia         | 1   | 0     | 1      | 0          | 2            |
| España          | 1   | 0     | 0      | 2          | 3            |
| Kazajistán      | 1   | 0     | 0      | 0          | 1            |
| Alemania        | 0   | 2     | 3      | 4          | 9            |
| Suecia          | 0   | 1     | 2      | 0          | 3            |
| Grecia          | 0   | 1     | 0      | 1          | 2            |
| Eslovaquia      | 0   | 1     | 0      | 1          | 2            |
| Serbia          | 0   | 1     | 0      | 0          | 1            |
| Bélgica         | 0   | 0     | 1      | 1          | 2            |
| Luxemburgo      | 0   | 0     | 1      | 0          | 1            |
| Dinamarca       | 0   | 0     | 1      | 0          | 1            |
| Finlandia       | 0   | 0     | 1      | 0          | 1            |
| Croacia         | 0   | 0     | 1      | 0          | 1            |
| Letonia         | 0   | 0     | 0      | 1          | 1            |
| Italia          | 0   | 0     | 0      | 1          | 1            |
| Noruega         | 0   | 0     | 0      | 1          | 1            |
| Suiza           | 0   | 0     | 0      | 1          | 1            |